# Confessions of a Shopaholic
Confessions of a Shopaholic (Loca por las compras en Hispanoamérica) es una película estadounidense de comedia de 2009 dirigida por P. J. Hogan y protagonizada por Isla Fisher, Hugh Dancy, Joan Cusack, John Goodman y John Lithgow. Está libremente basada en las dos primeras entregas en la serie de novelas Shopaholic de Sophie Kinsella.
La película fue lanzada por Touchstone Home Entertainment en DVD y Blu-ray el 23 de junio de 2009 en Norteamérica y en Australia el 5 de agosto de 2009.

## Argumento
En su infancia, Rebecca Bloomwood (Isla Fisher) sentía desagrado por la forma en que sus humildes padres escogían su ropa y otras necesidades, siempre priorizando la durabilidad y economía en lugar de la apariencia y la marca como ella deseaba. Eventualmente esta inconformidad degeneró en una adicción a las compras que la acosa hasta el presente y la mantiene escapando de Derek Smeath (Robert Stanton), cobrador de sus acreedores por causa de sus enormes deudas y sobregiros.
Rebecca vive en Nueva York con su mejor amiga Suze (Krysten Ritter), quien está pronta a casarse y se preocupa por cómo Rebecca acumula cosas que no usa y se endeuda, por lo que la hace prometer cambiar. Ambas son columnistas para una revista de jardinería, pero Rebecca sueña unirse a la revista de moda Alette. En el camino a una entrevista con Alette (Kristin Scott Thomas), dueña de la revista homónima, no puede reprimir el impulso de comprar una pañoleta verde, pero como sus tarjetas de crédito son rechazadas se cuela en la fila de un puesto de hot dogs y ofrece comprar todas las salchichas con un cheque si el vendedor le da cambio en efectivo, diciendo que la pañoleta será un regalo para su tía enferma. Esto lleva a que uno de los clientes le regalarle los veinte dólares que necesita para que deje que él y los demás en la fila puedan comer en paz.
Cuando Rebecca llega a la entrevista, le explican que el puesto ha sido ocupado internamente. Sin embargo, el recepcionista señala que hay una vacante en Successful Saving, una revista financiera instalada en el mismo edificio, y le explica que ambas pertenecen a la misma editorial, por lo que conseguir un trabajo allí podría llevarla a ser transferida a Alette. Rebecca se entrevista con Luke Brandon (Hugh Dancy), editor de Successful Saving, y descubre que es el hombre que le dio el dinero para la pañoleta. Ella esconde la prenda fuera de la oficina, pero la asistente de Luke entra y se la devuelve. Esto sumado a su total ignorancia respecto a temas económicos hacen de la entrevista un fracaso.
Esa tarde ella y Suze, borrachas, deciden escribir y enviar dos cartas, la primera es un artículo sobre moda que demuestre a Alette su habilidad y la segunda es un mensaje lleno de groserías para Luke; pero debido a su embriaguez, las envía a la revista equivocada. Poco después Luke la llama con una mejor opinión de ella, malinterpretando el contenido de la carta y creyendo que se trataba de una metáfora sobre la economía y el consumismo, por lo que desea contratarla como columnista razonando que puede hacer ver los temas financieros menos técnicos y más cercanos a la gente común. Tras colarse en las oficinas de Alette y recuperar la carta grosera antes que sea abierta, asiste a una reunión de personal de Successful Saving donde Luke le encarga crear un artículo para la próxima edición.
En lugar de completar la tarea encargada, Rebecca va a una venta de ropa y compra un abrigo de cachemir y unas botas Gucci, metiéndose en una pelea con otra chica, pero al llegar a casa descubre que las botas son sintéticas y ha sido engañada. Esto la inspira a escribir un artículo sobre la manipulación de las expectativas de la gente por parte de las empresas, con lo que Luke se muestra encantado al ver que no se equivocó con ella. Cuando se le pregunta si el artículo se publicará con su nombre, Rebecca avergonzada de ser relacionada con una revista financiera, pide a Luke firmar con el seudónimo "La chica de la pañoleta verde", convirtiéndose en un éxito.
Rebecca había prometido a Suze tirar lo innecesario de su guardarropa pero, en lugar de ello, intentó esconderlo. Cuando Suze lo descubre la obliga a ingresar a un grupo de rehabilitación para compradores compulsivos. Allí no solo no hace caso, insistiendo que no tiene un problema ni su estilo de vida es algo negativo, sino que incluso se muestra como una mala influencia para el resto al convencer a los demás asistentes que recaer en su adicción será algo positivo y placentero. En paralelo, ha convencido a Luke que Smeath es un acosador que la persigue, lo que evita que le permitan entrar a la revista y se enteren de sus deudas.
Pronto sus artículos adquieren renombre entre los grupos empresariales y se convierte en una voz que aconseja a la gente común, lo que hace que Successful Saving se vuelva de gusto popular a la vez que se internacionaliza. Esto trae muchos elogios a Rebecca, de sus compañeros en el lugar de trabajo y su amiga Suze, quien en paralelo organiza su boda y ha mandado a hacer a medida un vestido para Rebecca, ya que será su dama de honor. "La chica de la pañoleta verde" se vuelve tan popular que se le pide que asista a una entrevista televisiva en vivo junto a Luke, con quien poco a poco es más cercana, descubriendo que él pertenece a una importante familia del mundo de la moda, pero que rechaza esa vida por encontrarla frívola y promotora del consumismo.
De regreso de una juerga de compras, donde compró un vestido para la entrevista y recogió su vestido de dama de honor, Rebecca descubre que la permisiva monitora del grupo de rehabilitación ha sido reemplazada por la estricta señorita Korch (Wendie Malick), quien la obliga a donar a la caridad lo que compró como prueba de su compromiso con el tratamiento, incluyendo su vestido de dama de honor ya que no le cree que no es una compra. Más tarde Rebecca intenta recuperar sus prendas pero como solo se le permite recuperar una, decide desechar el vestido del matrimonio y recuperar el que compró para el programa. 
Durante la entrevista en el programa, Smeath se presenta y frente a las cámaras la desenmascara como una endeudada adicta a las compras, lo que destruye su credibilidad y la de la revista, además de enfurecer a Luke. Suze descubre lo que Rebecca hizo con el vestido para la boda y corta su amistad al verse traicionada. Los padres de Rebecca ofrecen vender la casa rodante en que viven para ayudarla pero Rebecca rechaza su oferta señalando que ellos la obtuvieron tras años de arduo trabajo y ahorro, decidiendo hacer frente a sus deudas por su cuenta. Alette se presenta ante Rebecca y le ofrece un puesto en su revista, sin embargo, cuando comprende que lo que desea es usar la reputación de "La chica de la pañoleta verde" para convencer a la gente que compre productos costosos a crédito, ella se niega.
Para ganar el dinero con que pagar sus deudas y demostrar que desea superarse, Rebecca pide ayuda a los miembros del grupo de rehabilitación y organiza una subasta donde remata al mejor postor todas las prendas de marca que la han endeudado. Esto genera muchos ingresos, pero no lo suficiente como para saldar sus deudas por lo que finalmente decide subastar la pañoleta, lo que causa furor entre los asistentes sabiendo que es el símbolo de "La chica de la pañoleta verde" y cuando una mujer la obtiene por U$300, le permite saldar sus deudas a Smeath, a quien paga el total de su deuda (U$9.412,25) en monedas de un centavo para "darle lo que merece, pero de la manera más inconveniente posible", de la misma forma en que él lo hizo al humillarla en televisión.
Rebecca se presenta a la boda de Suze tras haber recuperado su vestido de dama de honor y ambas se reconcilian. Una vez acabada la ceremonia, mientras pasea, termina frente a las vitrinas de Yves Saint Laurent, pero descubre que no se siente tentada a comprar y se aleja. Rebecca se encuentra con Luke, quien le devuelve la pañoleta y revela que la persona que lo compró en la subasta estaba actuando como su agente. Rebecca inicia una relación romántica con Luke y comienzan a trabajar en la nueva compañía de Luke, Brandon Communications.

## Reparto
| Actor                | Personaje            |
| -------------------- | -------------------- |
| Isla Fisher          | Rebecca Bloomwood    |
| Hugh Dancy           | Luke Brandon         |
| Krysten Ritter       | Suze Cleath-Stuart   |
| John Goodman         | Graham Bloomwood     |
| Joan Cusack          | Jane Bloomwood       |
| John Lithgow         | Edgar West           |
| Kristin Scott Thomas | Alette Naylor        |
| Leslie Bibb          | Alicia Billington    |
| Lynn Redgrave        | Mujer ebria          |
| Julie Hagerty        | Haley                |
| Nick Cornish         | Tarquin              |
| Wendie Malick        | Miss Korch           |
| Robert Stanton       | Derek Smith          |
| Clea Lewis           | Miss Ptaszinski      |
| Peyton List          | Niña en la zapatería |
| Christine Ebersole   | Conductora de TV     |

## Producción
La película adapta los dos primeros libros de la Saga Shopaholic: The Secret Dreamworld of a Shopaholic y Shopaholic Abroad, de Sophie Kinsella y que en los Estados Unidos se conocieron como Confessions of a Shopaholic y Shopaholic Takes Manhattan', respectivamente. [3] La película utiliza el título estadounidense de la novela (Confesiones de una compradora compulsiva) que reinterpreta a Rebecca como estadounidense en lugar de una inglesa.
La filmación tuvo lugar en Nueva York, Connecticut y Florida entre febrero y mayo de 2008, sin embargo, en diciembre del mismo año se volvió a grabar el final de la historia, descartando la idea original y dando origen al que finalmente llegó a los cines, esto porque se consideró que el nuevo desenlace tendría mejor acogida con el público en vista que se vivía un período de recesión.

## Recepción
Confessions of a Shopaholic recibió críticas generalmente negativas. A partir del 6 de marzo de 2009, la película tiene una calificación promedio 38 de 100, basado en 30 comentarios en el sitio web Metacritic. En Rotten Tomatoes, la película tiene una calificación del 25%, basada en 164 reseñas con un puntaje promedio de 4,37 de 20. El consenso del sitio dice: "Esta comedia romántica mediocre desaprovecha un elenco talentoso y entrega mensajes confusos sobre el materialismo y el consumo conspicuo".
La actuación de Isla Fisher generó buenas críticas y fue nominada a la Mejor Actriz de Comedia en los Teen Choice Awards 2009, pero perdió ante Anne Hathaway y su rol en Bride Wars. La película en sí también fue nominada para la categoría Romance de los Teen Choice Awards, pero perdió ante Crepúsculo.
En su primer fin de semana, sin incluir el Día de los Presidentes, la película se estrenó en el puesto número 4 detrás de Taken, He's Just Not That Into You y Viernes 13 recaudó U$ 15,054,000 en 2,507 salas con un promedio de U$ 6,005. Al 22 de mayo de 2009, la película recaudó U$ 44.277.350 en la taquilla nacional, mientras que su taquilla mundial es de U$ 106.904.619.

## Banda sonora

### Lista de canciones
| Banda sonora original |                               |                                |          |  |
| N.º                   | Título                        | Intérprete                     | Duración |  |
| 1.                    | «Accessory»                   | Jordyn Taylor                  | 3:06     |  |
| 2.                    | «Fashion»                     | Lady Gaga                      | 2:51     |  |
| 3.                    | «Blue Jeans»                  | Jessie James and the Odd Balls | 3:56     |  |
| 4.                    | «Uncontrollable»              | Adrienne Bailon                | 3:30     |  |
| 5.                    | «Calling You»                 | Kat DeLuna                     | 3:20     |  |
| 6.                    | «Stuck with Each Other»       | Akon, Shontelle                | 3:20     |  |
| 7.                    | «Unstoppable»                 | Kat DeLuna                     | 3:49     |  |
| 8.                    | «Big Spender»                 | Bailon                         | 3:49     |  |
| 9.                    | «Bad Girl»                    | The Pussycat Dolls             | 2:27     |  |
| 10.                   | «Again»                       | Natasha Bedingfield            | 3:57     |  |
| 11.                   | «Takes Time to Love»          | Trey Songz                     | 2:45     |  |
| 12.                   | «Girls Just Want to Have Fun» | Greg Laswell                   | 2:37     |  |
| 13.                   | «Don't Forget Me»             | Macy Gray                      | 2:37     |  |
| 14.                   | «Shopaholic Suite»            | James Newton Howard            | 4:40     |  |
| 15.                   | «Rich Girl»                   | Gwen Stefani, Eve              | 4:05     |  |

## Premios y nominaciones
| Año  | Premio             | Categoría                      | Candidato                   | Resultado |
| ---- | ------------------ | ------------------------------ | --------------------------- | --------- |
| 2009 | Artios             | Logro sobresaliente en casting | Denise Chamian              | Nominado  |
| 2009 | Artios             | Producción de gran presupuesto | Denise Chamian              | Nominado  |
| 2009 | Artios             | Comedia                        | Denise Chamian              | Nominado  |
| 2009 | Teen Choice Awards | Película romántica             | Confessions of a Shopaholic | Nominado  |
| 2009 | Teen Choice Awards | Actriz cómica                  | Isla Fisher                 | Nominado  |
| 2010 | Premio ASCAP       | Mejor taquilla                 | James Newton Howard         | Ganador   |